# Kap Vakop
Kap Vakop ist ein Kap an der Nordküste Südgeorgiens. Es liegt zwischen der Hound Bay und der Luisa Bay. Dem Kap unmittelbar vorgelagert ist Antrim Island.
Kartiert wurde das Kap bei der Zweiten Deutschen Antarktisexpedition (1911–1912) unter der Leitung des Polarforschers Wilhelm Filchner. Der Name erscheint erstmals auf Kartenmaterial, das Wissenschaftler der britischen Discovery Investigations zwischen 1926 und 1930 erstellten, wenngleich die Benennung vermutlich sehr viel früher vorgenommen wurde. Der genaue Benennungshintergrund ist nicht überliefert.